# Жайсанський сільський округ
Жайса́нський сільський округ (каз. Жайсаң ауылдық округі, рос. Жайсанский сельский округ) — адміністративна одиниця у складі Мартуцького району Актюбінської області Казахстану. Адміністративний центр — село Жайсан.
Населення — 2893 осіб (2021; 2523 у 2009, 3157 у 1999, 3959 у 1989).
Станом на 1989 рік існувала Яйсанська сільська рада (села Жанатан, Казахстан, Хозаул, Цілинне, Яйсан). Села Казахстан та Кози були ліквідовані 2012 року. 2021 року село Жанатан передано до складу Мартуцького сільського округу.

## Склад
До складу округу входять такі населені пункти:
| Населений пункт | Колишні назви | Населення, осіб (1989) | Населення, осіб (1999) | Населення, осіб (2009) | Населення, осіб (2021) |
| --------------- | ------------- | ---------------------- | ---------------------- | ---------------------- | ---------------------- |
| Жайсан, село    | Яйсан         | 3431                   | 2719                   | 2304                   | 2774                   |
| --Кози, село    | Хозаул        | 55                     | 83                     | 16                     | -                      |
| --Роз'їзд 33    | -             | -                      | -                      | -                      | 9                      |
| Казахстан, село | -             | 54                     | 43                     | 0                      | -                      |
| Кокпекті, село  | Цілинне       | 419                    | 312                    | 203                    | 110                    |